# كاتي نيل
كاتي نيل (بالإنجليزية: Katie Neil)‏ هي مغنية وممثلة أمريكية، ولدت في 1989.

## وصلات خارجية
- الموقع الرسمي
- كاتي نيل على موقع ميوزك برينز (الإنجليزية)